# Office national de la protection civile (Côte d'Ivoire)
 (octobre 2024).
La mise en forme du texte ne suit pas les recommandations de Wikipédia : il faut le « wikifier ».
Les points d'amélioration suivants sont les cas les plus fréquents :
- Les titres sont pré-formatés par le logiciel. Ils ne sont ni en capitales, ni en gras.
- Le texte ne doit pas être écrit en capitales (les noms de famille non plus), ni en gras, ni en italique, ni en « petit »…
- Le gras n'est utilisé que pour surligner le titre de l'article dans l'introduction, une seule fois.
- L'italique est rarement utilisé : mots en langue étrangère, titres d'œuvres, noms de bateaux, etc.
- Les citations ne sont pas en italique mais en corps de texte normal. Elles sont entourées par des guillemets français : « et ».
- Les listes à puces sont à éviter, des paragraphes rédigés étant largement préférés. Les tableaux sont à réserver à la présentation de données structurées (résultats, etc.).
- Les appels de note de bas de page (petits chiffres en exposant, introduits par l'outil «  Source ») sont à placer entre la fin de phrase et le point final[comme ça].
- Les liens internes (vers d'autres articles de Wikipédia) sont à choisir avec parcimonie. Créez des liens vers des articles approfondissant le sujet. Les termes génériques sans rapport avec le sujet sont à éviter, ainsi que les répétitions de liens vers un même terme.
- Les liens externes sont à placer uniquement dans une section « Liens externes », à la fin de l'article. Ces liens sont à choisir avec parcimonie suivant les règles définies. Si un lien sert de source à l'article, son insertion dans le texte est à faire par les notes de bas de page.
- La présentation des références doit suivre les conventions bibliographiques. Il est recommandé d'utiliser les modèles {{Ouvrage}}, {{Chapitre}}, {{Article}}, {{Lien web}} et/ou {{Bibliographie}}. Le mode d'édition visuel peut mettre en forme automatiquement les références.
- Insérer une infobox (cadre d'informations à droite) n'est pas obligatoire pour parachever la mise en page.

Pour une aide détaillée, merci de consulter Aide:Wikification.
Si vous pensez que ces points ont été résolus, vous pouvez retirer ce bandeau et améliorer la mise en forme d'un autre article.
L'Office National de la Protection Civile (ONPC) est un service de secours en Côte d'Ivoire, dédié à l'assistance aux populations en situation d'urgence. Le numéro d'appel d'urgence national est le 180, avec des lignes supplémentaires joignables au (+225) 27 22 47 87 00, 07 89 32 32 32, 05 74 32 32 32 et 01 50 32 32 32. Il convient de noter que chaque Centre de Protection Civile et chaque Groupement de Sapeurs-Pompiers Militaires dispose de son propre numéro d'urgence. Cette organisation est officialisée par un décret signé par le président de la République de Côte d'Ivoire. 

## Histoire
Après son indépendance en 1961, la Côte d’Ivoire crée le Service National de la Protection Civile (SNPC) par décret n°61-137 du 15 avril 1961, sous l’autorité du ministère de l’Intérieur. En 1974, une partie de la protection civile est intégrée au ministère de la Défense avec la création du Groupement des Sapeurs-Pompiers Militaires (GSPM) par décret n°74-202 du 30 mai 1974. L’année suivante, le SNPC devient la Direction de la Protection Civile (DPC) par arrêté n°355/INT/AG du 20 mars 1975. En 2000, la DPC est transformée en Office National de la Protection Civile (ONPC), un établissement public national placé sous la tutelle du ministère de la Défense et de la Protection Civile, conformément au décret n°2000-822 du 22 novembre 2000. En 2008, l’ONPC devient une Direction Générale par décret n°2008-60 du 28 février 2008. Son nouveau siège, situé à Cocody Lycée Technique, est inauguré le 14 décembre 2022. En 2023, le décret n°2023-1004 du 20 décembre vient renforcer son cadre juridique et institutionnel.

## Mission
L’Office National de la Protection Civile (ONPC) est l’organisme chargé de mettre en œuvre la politique gouvernementale en matière de protection civile en Côte d’Ivoire. Il veille à l’application de la réglementation, à la prévention des risques, à la formation en secourisme et à la sensibilisation des populations. L’ONPC coordonne également les secours d’urgence en cas d’accidents et d’actions humanitaires, tout en élaborant et planifiant les opérations de secours et la lutte contre les feux de brousse. Ses missions sont assurées par un personnel civil et militaire, avec les Pompiers Civils déployés dans les centres de protection civile régionaux sous l’autorité du ministère de l’Intérieur et de la Sécurité, tandis que le Groupement des Sapeurs-Pompiers Militaires, sous tutelle du ministère de la Défense, est affecté à certaines villes du pays et mis à disposition du ministère de l’Intérieur et de la Sécurité.

## Les Départements
L'Office National de la Protection Civile ivoirienne comprend, sous l'autorité du Directeur Général, cinq (05) départements:
1. Le Département des Ressources Humaines et de la Coopération;
2. Le Département des Affaires Financières;
3. Le Département des Prévention et de contrôle;
4. Le Département des Opérations et de la santé;
5. Le Département de la Planification, des Etudes et du Suivi-Evaluation;

## Centres de Protection Civile ( anciennement Centres de Secours d'Urgence)
L'Office national de la protection civile en Côte d'Ivoire comprend 38 Centres de Protection Civile (CPC) qui sont:
1. Centre de protection civile d'Abengourou.
2. Centre de protection civile d'Aboisso.
3. Centre de protection civile d'Adzopé.
4. Centre de protection civile d'Agboville.
5. Centre de protection civile Bondoukou.
6. Centre de protection civile Bouaflé[5]
7. Centre de protection civile Bouna.
8. Centre de protection civile Boundiali[6].
9. Centre de protection civile Dabou.
10. Centre de protection civile Daloa.
11. Centre de protection civile Daoukro.
12. Centre de protection civile Dimbokro
13. Centre de protection civile Divo.
14. Centre de protection civile Daloa.
15. Centre de protection civile Duekoué.
16. Centre de protection civile Ferkessédougou.
17. Centre de protection civile Gagnoa.
18. Centre de protection civile Grand-Bassam.
19. Centre de protection civile Guiglo.
20. Centre de protection civile Katiola.
21. Centre de protection civile Man.
22. Centre de protection civile Mankono.
23. Centre de protection civile Minignan.
24. Centre de protection civile Odienné.
25. Centre de protection civile San-Pedro.
26. Centre de protection civile Sassandra.
27. Centre de protection civile Séguéla.
28. Centre de protection civile Soubré..
29. Centre de protection civileTouba.
30. Centre de protection civile Toumodi.
31. Centre de protection civile Sinematiali
32. Centre de protection civile Issia.
33. Centre de protection civile Zougougbeu.
34. Centre de protection civile de Fresco
35. Centre de protection civile Doropo
36. Centre de protection civile Niakaramadougou
37. Centre de protection civile Zuénoula
38. Centre de protection civile Tengrela
39. Centre de protection civile Danané
40. Centre de protection civile d' Alépé

Il est prévu la mise en place d'antennes régionales qui seront à : Bouaké, Yamoussoukro et Korhogo.
En juillet 2023, dans le but de rapprocher les centres des populations, le Ministre de l'Intérieur et de la Sécurité  M. Diomandé Vagongo décide de créer 8 autres centres de secours d'urgence dans les départements de Fresco, Doropo, Tengrela, Zuénoula, Issia, Niakaramadougou, Sinématiali et Zoukougbeu. Ainsi Sinématiali, Doropo, Fresco et Tengrela reçoivent leurs premiers chefs de CSU (CSU devenu CPC Centre de Protection Civile)